# Scream & Shout
«Scream & Shout» (укр. «Кричи і шаленій») — сингл американського виконавця will.i.am за участі співачки Брітні Спірс для четвертого студійного альбому will.i.am. під назвою #willpower. Пісня написана will.i.am, Jef Martens і Jean Baptiste та спродюсована Lazy Jay і will.i.am. Влітку 2012 року Брітні оголосила про свою співпрацю з will.i.am щодо нового треку; вони вже працювали разом минулого року над треками для Femme Fatale. Спочатку ходили чутки, що сингл матиме назву «Sexy Sexy» і вийде 15 жовтня 2012 року, однак will.i.am переніс дату релізу через несанкціонований витік альбому. Потім було підтверджено, що «Scream & Shout» вийде як сингл на радіостанціях США і Великої Британії 19 листопада 2012 року. Пісню буде надіслано у всі основні радіостанції США через Interscope Records 27 листопада 2012 року.
«Scream & Shout» — це оптимістична танцювальна пісня із текстом про чудовий відпочинок на танцполі. Композиція пісні схожа на роботи Azealia Banks, Мадонна, Нікі Мінаж та P!nk. Часто вживається фраза «It's Britney bitch» («Це Брітні, с*ка»), яку вперше було використано у синглі Брітні Спірс «Gimme More» (2007). Критики в основному позитивно оцінили напрям пісні, визначивши її як клубний трек, навіть попри на застосування Auto-Tune у вокалі. Музичне відео було знято у жовтні 2012 року, продюсером став Бен Мор, і буде випущеним після епізоду The X Factor 28 листопада 2012 року. «Scream & Shout» був задіяний у телерекламі навушників Beats by Dr. Dre Color.

## Історія релізів
| Регіон          | Дата              | Формат                             | Лейбл              |
| --------------- | ----------------- | ---------------------------------- | ------------------ |
| Європа          | 19 листопада 2012 | CHR (Радіо)                        | Universal Music    |
| США             | 20 листопада 2012 | Цифрове завантаження               | Interscope Records |
| Німеччина       | 21 листопада 2012 | Цифрове завантаження               | Universal Music    |
| США             | 27 листопада 2012 | CHR, Rhythmic contemporary (Радіо) | Interscope Records |
| Велика Британія | 9 грудня 2012     | Цифрове завантаження               | Polydor Records    |
| Німеччина       | 11 січня 2013     | CD                                 | Universal Music    |